# Barranca Yaco

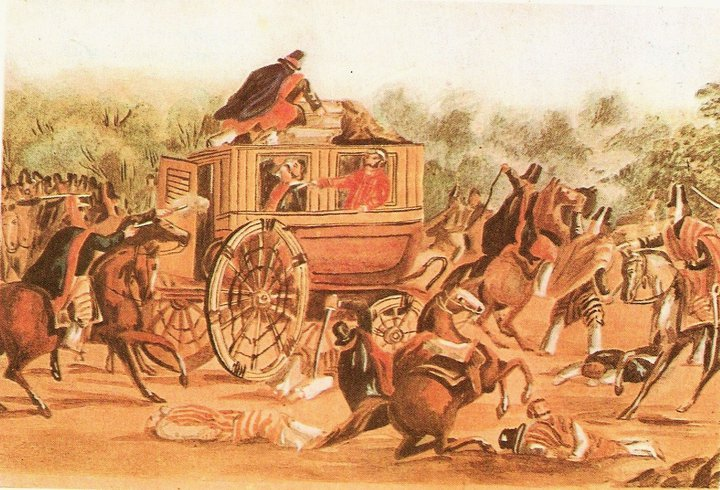
Assassinat de Facundo Quiroga a Barranca Yaco

Barranca de Yaco o Barranca Yaco (del castellà barranca (xaragall) i del quítxua yaku (aigua)) és una característica geogràfica al llarg de l'antic camí reial del Virregnat del Riu de la Plata, situat entre Villa Tulumba i Sinsacate, a la província de Córdoba (Argentina), on s'elevaven uns alts monticles d'espessa vegetació al costat d'una llacuna; solien aturar allà els viatgers per abeurar els seus animals, al camí entre la regió de l'Altiplà andí i la ciutat de Córdoba.
La paraula «Yaco» sembla provenir del quítxua «Yaku», que significa aigua, encara que els quítxues mai van arribar a envair territoris de la província de Córdoba, la difusió de quítxua es va deure paradoxalment a la conquesta espanyola que va saber usar al quítxua com a llengua vehicular.
El lloc és famós perquè el general Juan Facundo Quiroga, governador i cabdill de La Rioja, va ser assassinat allí per una partida liderada per Santos Pérez el 16 de febrer de 1835 durant les guerres civils argentines. Santos Pérez, juntament amb l'exgovernador de Córdoba, José Vicente Reinafé, i dos dels seus germans van ser jutjats i penjats per aquest delicte a Buenos Aires el 1837.
Des de 2009 hi ha una placa commemorativa que recorda a Quiroga i als qui van morir amb ell.